# Bernard Meltzer (Informatiker)
Bernard Meltzer (* 1916 in Südafrika; † 4. Juli 2008) war ein britischer Informatiker und mit Donald Michie Begründer des Schwerpunkts Künstliche Intelligenz an der Universität Edinburgh.
Meltzer studierte Physik an der Universität Kapstadt mit dem Bachelor-Abschluss 1934, war kurz Demonstrator für Physik in Kapstadt und emigrierte dann nach Großbritannien, wo er für die Marconi Company und nach dem Beginn des Zweiten Weltkriegs für das Telecommunications Research Establishment am Radar forschte. 1941 meldete er sich zur Royal Air Force Volunteer Reserve und unterrichtete ab 1943 an der Universität Aberdeen Militärangehörige in Radar und Elektronik. Nach dem Krieg ging er in die Industrie (Mullard’s Radio Valve Company, ab 1949 in den Forschungslaboratorien von EMI). 1953 wurde er an der Universität London in mathematischer Physik bei Reinhold Fürth (1893–1979) promoviert. 1955 wurde er Lecturer und später Reader in der Abteilung Elektrotechnik der Universität Edinburgh und forschte in Elektronik (sowohl Halbleiter als auch Röhren). Seine Forschung über Ionenantrieb führten zu einer Einladung der NASA 1962 an die Stanford University.
Er hatte aber auch ein altes Interesse in mathematischer Logik und begann sich mit Informatik und Künstlicher Intelligenz zu befassen. 1964/65 war er deshalb am Atlas Computer Laboratory des Science Research Council und gründete danach die Metamathematics Unit an der Universität Edinburgh. Schwerpunkt war automatisches Beweismethoden. 1972 erhielt er einen Lehrstuhl für Computational Logic (entsprechend dem neuen Namen der Abteilung) und 1974 bis 1977 war er Leiter der nunmehrigen Abteilung für Künstliche Intelligenz. 1978 wurde er emeritiert.
Edinburgh wurde unter ihm und Donald Michie zu einem Zentrum der Künstlichen Intelligenz mit Wissenschaftlern wie Robert Kowalski (der dort Anfang der 1970er Jahre einer der Begründer der Logikprogrammierung war) und Alan Bundy.  J. Strother Moore (der dort 1973 promovierte), Robert S. Boyer (Gastwissenschaftler 1971 bis 1973) und Pat Hayes (wie Robert Kowalski sein Doktorand).
Mit Donald Michie gab er 1969 bis 1972 die Reihe Machine Intelligence (Bände 4 bis 7) heraus.
1979 erhielt er den ersten Donald E. Walker Distinguished Service Award.